# Blumea balsamifera
Blumea balsamifera o sambong, es una especie de planta medicinal perteneciente a la familia de las asteráceas.Se encuentra en el trópico y subtrópico de Asia, incluyendo el subcontinente indio y el sudeste de Asia. Se trata de una hierba que crece a lo largo de las carreteras y en prados.

## Descripción
La planta es una hierba muy aromática que crece alta y erguida. Su altura varía desde 1,5 hasta 3 metros, con tallos que crecen hasta 2,5 centímetros de diámetro. 

## Propiedades
Es un anti-urolitiasis y actúa como un diurético. Se utiliza para ayudar al tratamiento de los trastornos del riñón.  Las hojas del Sambong también se pueden utilizar para tratar los resfriados y la hipertensión leve. Dado que es un diurético, este medicamento a base de hierbas ayuda a eliminar el exceso de agua y sodio (sal) en el cuerpo. 
Indicaciones: Desobstruyente, expectorante, resolutivo, sudorífico, carminativo, astringente, vermífugo y aromático.

## Taxonomía
Blumea balsamifera fue descrita por Augustin Pyrame de Candolle y publicado en Prodromus Systematis Naturalis Regni Vegetabilis 5: 447. 1836. El basiónimo es Coniza balsamifera L., Sp. Pl., ed. 2. 2: 1208, 1763.
Sinónimos
- Baccharis salvia Lour.
- Conyza balsamifera L. basiónimo
- Pluchea balsamifera (L.) Less.[2]
- Baccharis balsamifera Stokes
- Baccharis gratissima Blume ex DC.
- Blumea appendiculata DC.
- Blumea balsamifera var. microcephala Kitam.
- Blumea grandis DC.
- Blumea zollingeriana (Turcz. / Sch.Bip.) C.B.Clarke
- Conyza appendiculata Blume
- Conyza saxatilis Zoll. ex C.B.Clarke
- Pluchea appendiculata (DC.) Zoll. & Moritzi[3]